# 구바섬

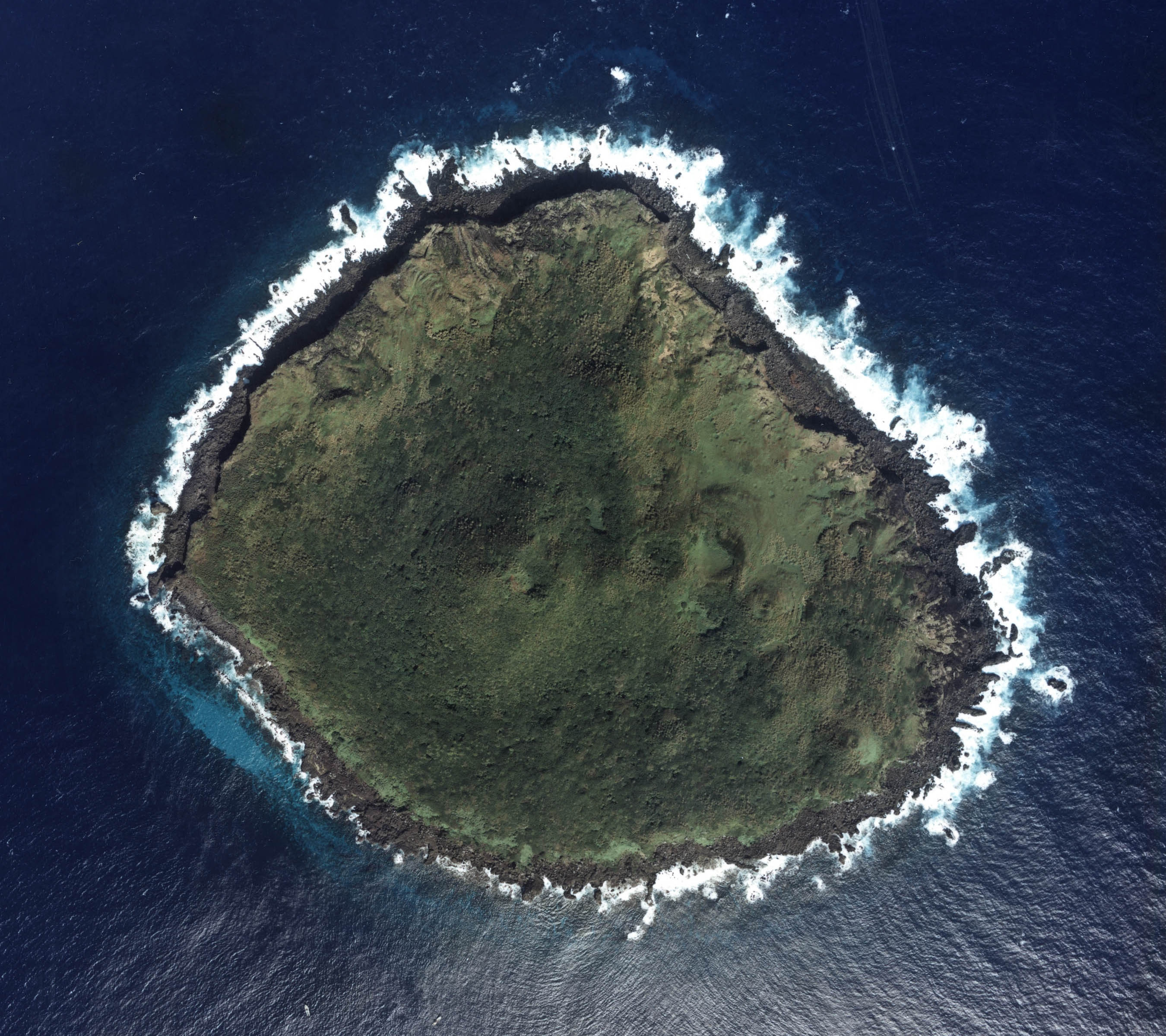
구바 섬(중국명 황웨이 섬)

구바섬(일본어: 久場島 구바지마[*]) 또는 황웨이섬(중국어: 黄尾嶼)은 센카쿠 제도 또는 댜오위다오에 있는 무인도이다.
지토세산(중국명 황마오봉)이 있다.